# Shady Habash
Shady Habash (arabisch شادي حبش, DMG Šādī Ḥabaš; * 21. August 1995 in Ägypten; † 1. Mai 2020 in Kairo) war ein ägyptischer Filmemacher.

## Leben
Shady Habash wurde unter anderem als Regisseur des Musikvideos Balaha des Sängers Ramy Essam, der in Schweden im Exil lebt, bekannt. In dem Video wird Ägyptens Staatschef as-Sisi kritisiert. Im März 2018, nach der Veröffentlichung des Videos, wurde Habash unter dem Vorwurf, Falschinformationen zu verbreiten und einer „illegalen Organisation“ anzugehören, festgenommen. Er starb im Tura-Gefängnis in Kairo.
Zur Todesursache von Shady Habash gibt es keine verlässlichen Informationen. Laut seinem Anwalt habe sich Habashs Gesundheitszustand zuletzt verschlechtert; auch psychisch sei er in schlechter Verfassung gewesen. Das Arabische Netzwerk für Informationen über Menschenrechte (ANHRI) ist der Auffassung, Habashs Tod sei das Ergebnis von Nachlässigkeit und fehlender Gerechtigkeit. Der Autorenverband PEN America sprach von einem „verheerenden Schlag“ für die künstlerische Freiheit.